# Geissolomataceae
Geissolomataceae је породица биљака пореклом из јужне Африке. Постоји само монотипски род Geissoloma. Према неким истраживањима, грађа листа указује на могућу сродност са породицом Bruniaceae. Међутим, генетички подаци у потпуности одбацују овакву везу и указују на сродност с фамилијом Strasburgeriaceae.